# Nikolay Obolsky
Bản mẫu:Eastern Slavic name
Nikolay Nikolayevich Obolsky (tiếng Nga: Николай Николаевич Обольский; sinh ngày 14 tháng 1 năm 1997) là một cầu thủ bóng đá người Nga chơi ở vị trí tiền đạo cho F.K. Dynamo Moskva.

## Sự nghiệp câu lạc bộ
Anh ra mắt chuyên nghiệp vào ngày 19 tháng 7 năm 2015 cho F.K. Dynamo Moskva trong trận đấu tại Giải bóng đá ngoại hạng Nga trước F.K. Zenit Sankt Peterburg.

### Thống kê sự nghiệp
Tính đến 13 tháng 5 năm 2018
| Câu lạc bộ           | Mùa giải            | Giải vô địch        | Giải vô địch | Giải vô địch | Cúp     | Cúp       | Châu lục | Châu lục  | Tổng cộng | Tổng cộng |
| Câu lạc bộ           | Mùa giải            | Hạng đấu            | Số trận      | Bàn thắng    | Số trận | Bàn thắng | Số trận  | Bàn thắng | Số trận   | Bàn thắng |
| -------------------- | ------------------- | ------------------- | ------------ | ------------ | ------- | --------- | -------- | --------- | --------- | --------- |
| F.K. Dynamo Moskva   | 2013–14             | Premier League      | 0            | 0            | 0       | 0         | –        | –         | 0         | 0         |
| F.K. Dynamo Moskva   | 2014–15             | Premier League      | 0            | 0            | 0       | 0         | 0        | 0         | 0         | 0         |
| F.K. Dynamo Moskva   | 2015–16             | Premier League      | 7            | 0            | 1       | 0         | –        | –         | 8         | 0         |
| F.K. Dynamo Moskva   | 2016–17             | National League     | 1            | 0            | 0       | 0         | –        | –         | 1         | 0         |
| F.K. Dynamo-2 Moskva | 2016–17             | Professional League | 22           | 10           | –       | –         | –        | –         | 22        | 10        |
| F.K. Dynamo Moskva   | 2017–18             | Premier League      | 9            | 0            | 1       | 0         | –        | –         | 10        | 0         |
| F.K. Dynamo Moskva   | Tổng cộng           | Tổng cộng           | 17           | 0            | 2       | 0         | 0        | 0         | 19        | 0         |
| Tổng cộng sự nghiệp  | Tổng cộng sự nghiệp | Tổng cộng sự nghiệp | 39           | 10           | 2       | 0         | 0        | 0         | 41        | 10        |

## Đời sống cá nhân
Anh trai sinh đôi của anh, Maksim Obolsky, cũng là một cầu thủ bóng đá.